# Carlo Sada di Bellagio
Carlo Sada (Bellagio, 1809 – Milano, 1873) è stato un architetto italiano dell'Ottocento che operò soprattutto in Piemonte.

## Biografia
Carlo Sada, detto anche Carlo Sada di Bellagio per distinguerlo dall'omonimo architetto, frequentò l'Accademia di Brera e lavorò a Torino per il re Carlo Alberto di Savoia. Fu discepolo di Pelagio Pelagi con il quale collaborò a Racconigi e Pollenzo. Sada realizzò soprattutto opere neoclassiche e neogotiche in Piemonte e Liguria. La sua tomba, con statua che lo ritrae, si trova al Cimitero monumentale di Torino e fu pregettata da Giulio Monteverde.

## Opere principali
- Racconigi: serre reali del castello di Racconigi
- Torino: ampliamento del cimitero
- Torino: chiesa di San Massimo[4]
- Savona: ospedale San Paolo
- Garessio: restauro del castello di Casotto